# Drapelul Dominicăi

Steagul Dominicăi -- Proporțiile steagului - 1:2

Drapelul Dominicăi a fost adoptat la 3 noiembrie 1978, cu unele mici modificări realizate făcute în 1981, 1988 și 1990. Drapelul original a fost proiectat de dramaturgul Alwin Bully la începutul anului 1978, pe când țara se pregătea pentru independență.

## Istoric și designul
Drapelul, adoptat în 1978, prezintă păsărea națională, papagalul sisserou, care apare și pe stema instituită la 21 iulie 1961. Acest papagal, endemic pentru Dominica, este o specie pe cale de dispariție, cu o populație de numai 250-350 de păsări.
Câmpul verde reprezintă vegetația luxuriantă a insulei. Crucea reprezintă Treimea și creștinismul, cu cele trei culori care simbolizează indienii nativi, solul fertil și apa pură. Cele 10 stele verzi cu cinci colțuri reprezintă cele 10 parohii ale țării: (St. Andrew, St. David, St. George, St. John, St. Joseph, St. Luke, St. Mark, St. Patrick, St. Paul și St. Peter), în timp ce discul roșu reprezintă dreptatea socială.
Papagalul sisserou este uneori colorat fie albastru sau violet (culoarea reală a papagalul lui). Utilizarea violetului face ca drapelul Dominicăi să fie unul dintre cele două steaguri ale statelor suverane (alături de steagul Nicaragua) care conțin această culoare.
Drapelul Dominicăi, împreună cu alte simboluri naționale, a fost punctul central al „Săptămânii stemelor“, sponsorizată de guvern în 2016. O inițiativă a comisiei de independență, Săptămâna Stemelor a avut ca scop să se reflecteze asupra sensului emblemelor naționale, precum și promovarea utilizării acestora în rândul publicului larg și în special în rândul școlilor Commonwealths.

## Steaguri istorice

Drapelul utilizat între 1978–81
Drapelul utilizat între 1981–88
Drapelul utilizat între 1988–90